# Suessenguthia cuscoensis
Suessenguthia cuscoensis är en akantusväxtart som beskrevs av Wasshausen. Suessenguthia cuscoensis ingår i släktet Suessenguthia och familjen akantusväxter. Inga underarter finns listade i Catalogue of Life.